# العلاقات الأسترالية البلغارية
العلاقات الأسترالية البلغارية هي العلاقات الثنائية التي تجمع بين أستراليا وبلغاريا.

## مقارنة بين البلدين
هذه مقارنة عامة ومرجعية للدولتين:
| وجه المقارنة                                              | أستراليا                                   | بلغاريا                                                                             |
| --------------------------------------------------------- | ------------------------------------------ | ----------------------------------------------------------------------------------- |
| المساحة (كم2)                                             | 7.69 مليون                                 | 110.99 ألف                                                                          |
| عدد السكان (نسمة)                                         | 24.51 مليون                                | 7.08 مليون                                                                          |
| الكثافة السكانية (ن./كم²)                                 | 3.19                                       | 63.79                                                                               |
| العاصمة                                                   | كانبرا، ملبورن                             | صوفيا                                                                               |
| اللغة الرسمية                                             | لغة إنجليزية                               | اللغة البلغارية                                                                     |
| العملة                                                    | دولار أسترالي، جنيه إسترليني، جنيه أسترالي | ليف بلغاري                                                                          |
| الناتج المحلي الإجمالي (بليون دولار)                      | 1.32 تريليون                               | 56.83 مليار                                                                         |
| الناتج المحلي الإجمالي (تعادل القوة الشرائية) بليون دولار | 1.10 تريليون                               | 130.99 مليار                                                                        |
| الناتج المحلي الإجمالي الاسمي للفرد دولار أمريكي          | 56.31 ألف                                  | 8.03 ألف                                                                            |
| الناتج المحلي الإجمالي للفرد دولار أمريكي                 | 45.92 ألف                                  | 17.21 ألف                                                                           |
| مؤشر التنمية البشرية                                      | 0.939                                      | 0.782                                                                               |
| رمز المكالمات الدولي                                      | +61                                        | +359                                                                                |
| رمز الإنترنت                                              | .au                                        | .bg، .бг ‏                                                                           |
| المنطقة الزمنية                                           |                                            | ت ع م+02:00، ت ع م+03:00، أوروبا/صوفيا ‏، توقيت شرق أوروبا، توقيت شرق أوروبا الصيفي ‏ |

## منظمات دولية مشتركة
يشترك البلدان في عضوية مجموعة من المنظمات الدولية، منها:
| علم المنظمة | اسم المنظمة                               | تاريخ انضمام أستراليا | تاريخ انضمام بلغاريا |
| ----------- | ----------------------------------------- | --------------------- | -------------------- |
|             | الاتحاد البريدي العالمي                   | ?                     | ?                    |
|             | يونسكو                                    | 4 نوفمبر 1946         | 17 مايو 1956         |
|             | البنك الدولي للإنشاء والتعمير             | 5 أغسطس 1947          | 25 سبتمبر 1990       |
|             | منظمة التجارة العالمية                    | ?                     | 1 ديسمبر 1996        |
|             | وكالة ضمان الاستثمار متعدد الأطراف        | 10 فبراير 1999        | 23 سبتمبر 1992       |
|             | مجموعة أستراليا                           | 1985                  | 2001                 |
|             | نظام تحكم تكنولوجيا القذائف               | 1990                  | 2004                 |
|             | منظمة الشرطة الجنائية الدولية             | ?                     | ?                    |
|             | الاتحاد الدولي للاتصالات                  | 27 مايو 1878          | 18 سبتمبر 1880       |
|             | مؤسسة التمويل الدولية                     | 20 يوليو 1956         | 22 يوليو 1991        |
|             | الأمم المتحدة                             | 1 نوفمبر 1945         | 14 ديسمبر 1955       |
|             | مجموعة الموردين النوويين                  | ?                     | ?                    |
|             | الفريق المعني برصد الأرض                  | ?                     | ?                    |
|             | منظمة حظر الأسلحة الكيميائية              | ?                     | ?                    |
|             | المركز الدولي لتسوية المنازعات الاستشارية | 1 يونيو 1991          | 13 مايو 2001         |

## أعلام
هذه قائمة لبعض الشخصيات التي تربطها علاقات بالبلدين:
- سارا بلاسكو (23 سبتمبر 1976 – )

## وصلات خارجية
- موقع وزارة الخارجية الأسترالية
- موقع وزارة الخارجية البلغارية